# 3301 Jansje
3301 Jansje este un asteroid din centura principală, descoperit pe 6 februarie 1978 de Perth Obs..